# Silla Longhi
Silla Giacomo Longhi, conosciuto anche come Silla da Viggiù (Viggiù, 21 dicembre 1550 ca. – Roma, 29 dicembre 1622), è stato uno scultore italiano.

## Biografia
Secondo Giovanni Baglione tra le sue prime opere si annoverano i rilievi per il pinnacoli della facciata della basilica di San Petronio a Bologna. Nel 1568-72 realizzò otto rilievi da scene della Vita di San Silvestro per l'abbazia di Nonantola.
Dal 1572 si hanno notizie certe del suo trasferimento a Roma, dove eseguì, secondo il disegno di Giacomo della Porta, un Tritone della Fontana del Moro di Piazza Navona (c. 1581). Durante quello stesso anno, a Napoli ha completato la tomba di Caterina Orsini nella chiesa di Santa Caterina a Formello. La sua fredda mano di scultore intagliò pure il rilievo dell'Incoronazione di papa Pio V (Roma, Basilica di Santa Maria Maggiore, Cappella Sistina), completato nel 1586.
Nel periodo tra il 1588 e il 1590 lavorò pure ai rilievi delle Storie di Aronne e alla singola figura di Aronne per la Cappella del Santissimo Sacramento e ad un angelo per il transetto della basilica di San Giovanni in Laterano, a Roma. Sempre a Roma, il Longhi fu tra gli artefici del restauro della Colonna Antonina (1588).
Le opere a Roma relative al periodo della sua maturità comprendono il minuto intaglio della figura genuflessa di papa Paolo V (1608), e la statua in posa statica di papa Clemente VIII (entrambe nella Cappella Paolina della basilica di Santa Maria Maggiore) oltre alla figura inchinata del Cardinale Alessandrino per tomba dello stesso disegnata da Giacomo della Porta (c. 1611; basilica di Santa Maria sopra Minerva), nella quale il ricco panneggio delle vesti e la netta e realistica caratterizzazione del viso danno una chiara dimostrazione della maggiore sensibilità raggiunta dall'artista rispetto alle opere precedenti.
A Roma realizzò anche alcune statue di angeli nelle nicchie nei pilastri della cappella degli Angeli nella Chiesa del Gesù.